# Guerra de los Padres
La guerra de los padres fue un episodio histórico oscuro sucedido entre la política, el clero y la sociedad hondureña a mediados del siglo XIX.

## Antecedentes
Desde que el Licenciado don Dionisio de Herrera asumió como primer Jefe de Estado de Honduras, encontró varios obstáculos por parte de la Iglesia, para poder efectuar una buena administración, su mayor oponente fue el Obispo fray José Nicolás Irías Midence Provisor de la Diócesis de Comayagua y quien se postulaba para ascender al solio arzobispal. Irías Midence, excomulgaría a Herrera y al no resultar electo Arzobispo, salió del territorio hondureño. El descontento se generalizaba en Honduras, entre los partidarios conservadores y los de ideologías neoliberales y clérigos.
Siendo Presidente de la Asamblea Legislativa el Presbítero Francisco Antonio Márquez, (hermano del General José Antonio Márquez) fue el encargado de introducir una ley con la cual la que reformaba las situaciones de jerarquía entre estado y la iglesia, suprimiéndose diezmos, se expropiaron terrenos que pasaron a ser para el estado, se aprobó la unión mediante un matrimonio civil y la educación pasaría a ser laica.
Habiéndose suscrito el “Tratado de Comayagua” en 1859 se concedió libertad de cultos en las Islas de la Bahía. Este punto contradecía a lo expuesto en la Constitución de Honduras de 1848 en contra de que el catolicismo era la religión del estado. Por consiguiente, el vicario del Obispado de Honduras, Miguel del Cid se manifestó su descontento viajó a la capital y solicitó a la Cámara de Diputados que se derogara dicho tratado, acto seguido se dirigió al Presidente General José Santos Guardiola en 1859, con sendas protestas ante tal resolución.
El sacerdote de Yocón, Paulino Rodríguez, enviado por el vicario del Cid, partió a Olancho, allá se unió al sastre Manuel Cerrato y a Tomás Arias, con el fin de sublevar a la gente contra el gobierno central, Rodríguez llevaba consigo un impreso que repartió entre los ciudadanos y que en una de sus partes manifestaba:

"Hondureños: traed a la vista los hechos, recordad las ideas que se dejo palpar el año de 1857 con la toma de los diezmos que a mano armada, diré así, fueron usurpados por él, y ¿quién era entonces el mandatario? ¿No es el mismo que hoy concede en el territorio de Honduras, libertad de cultos? ¿No es el mismo que ha hecho arrebatadamente sobre las posesiones y dominio de la Iglesia, como son los edificios destinados al servicio de ésta? Recordad la infausta muerte del celoso Obispo de esta Diócesis Dr. don Hipólito Casiano Flores (Q.E.P.D.) ¿Quién puso fin a sus preciosos días? ¿Quién término el celo y amor con que ilustre prelado nos apacentaba? ¿No es el mismo que con furia infernal persigue hoy al sucesor del finado Obispo, presa de este malvado, y al que le contesta con sólo injuriarle: recurso que apela el ignorante y criminal. "

## La rebelión
Después de haber protestado oficialmente contra el artículo 1 del Tratado Lennox Wyke-Cruz, al año siguiente de 1860, el vicario del Cid asentado en la ciudad de La Paz, publicó una carta “Pastoral contra el Gobierno hondureño" en que denunció al tratado como en contra a los derechos de la iglesia. De sus retóricas se formularon cargos y delitos además de la proliferación de la francmasonería y la política, por los cuales alborotaba a la población. El gobierno emitió un decreto declarando subversiva la pastoral y mandó recogerla. 
Al haberse decretado subversivo su pastoral, en fecha de 26 de diciembre de 1860 el vicario del Cid situado en San Antonio, excomulgó al presidente General José Santos Guardiola; además de esto previno a los curas de la diócesis que abandonen sus parroquias y saliesen del país bajo pena de suspensión, y el mismo vicario se trasladó a El Salvador. El gobierno prohibió el edicto de excomunión, y replicó en el 5 de enero de 1861 ordenando la expulsión del territorio nacional del vicario Miguel del Cid, quedando como suplente Fray José Nicolás Irías Midence, que había regresado de su exilio.
En el 14 de enero, el vicario del Cid ingresó al territorio de El Salvador en unión de trece otros sacerdotes hondureños, habiendo estos elegido por punto de residencia la ciudad de Suchitoto. Al notar que varios curas habían emigrado del país, el gobierno emitió un decreto ejecutivo en el 16 de enero en que permitió el regreso de los sacerdotes que se hallaban fuera del país libres de toda responsabilidad con la condición de que observaran "una conducta pacífica, y debiendo ocuparse de las funciones propias de su ministerio"; al mismo tiempo excitó a los párrocos que aún se encontraban en el país que permanezcan prestando sus servicios espirituales.
Del Cid, al saber de las órdenes gubernamentales procedió a mover a varios de sus allegados para realizar protestas y marchas en contra del gobierno. Primeramente se organizaron en la ciudad de Nacaome un buen grupo de civiles al mando del presbítero Yanuario Reyes quienes efectuaron movimientos hostiles, saqueo, y vandalismo. Al ser respondidos por las fuerzas gubernamentales, los rebeldes se atrincheraron en la iglesia de la localidad, ocasionando una pequeña batalla. En el 1 de abril, la plaza de Nacaome fue ocupada por los rebeldes.
En el 6 de abril, el gobierno decretó el levantamiento en clase de empréstito una subvención de guerra mensual del medio por ciento sobre todos los capitales de 300 pesos arriba mientras se restablecía el orden público en el estado. El mismo día decretó que todos los hondureños entre 16 y 50 años de edad se declaraban soldados, siendo obligados a presentarse a los jefes políticos departamentales. Los rebeldes de Nacaome fueron declarados traidores a la patria y fuera de la protección de la ley y quedaron como reos del mismo crimen los que auxiliaban a los rebeldes; se prohibió "toda clase de relaciones" con los rebeldes y se decretó que los bienes de los llamados "facciosos" debían ser tomados por el gobierno para los gastos de la guerra. El presidente Santos Guardiola procedió a pronunciar un manifiesto a los hondureños en la capital, Comayagua.

(...) Un sacerdote y un manteísta capitanean la gavilla de forajidos que ha puesto en el terreno de los hechos ilegales al principio de la sedición.

Hondureños: Se ha creído que es llegado el momento de precipitaros a la senda peligrosa de la insurrección contra la autoridad, constituida, después que habéis sido privados de la manera más injusta e irregular de los socorros de la iglesia. Se ha creído que la dura prueba a que os sometió un ministro extraviado y que en su frenesí no comprende la inmensa responsabilidad que pesa sobre su conciencia, ha gastado vuestra paciencia al extremo de que olvidando vuestros deberes, estáis dispuestos a mancharos con toda clase de crímenes. Se ha creído urgente derrocar al actual gobierno porque se teme y con razón, que el Jefe universal de la cristiandad va a descargar su justa indignación sobre el culpable del Cid. La hora es suprema, porque la cuestión es de tiempo para los promotores del desorden; ellos sin embargo tendrán pronto que conocer su ceguedad. (...)

Hondureños todos: el conflicto a que se nos provoca injusta y temerariamente, abre una sima profunda de dimensiones funestas para los que han osado llamarnos a la guerra, y cualesquiera que sean los protagonistas futuros de ese drama sangriento, tienen que sucumbir bajo el peso de un castigo ejemplar. Estad alerta, y rodeado al gobierno, custodio de vuestros derechos y de vuestros grandes y verdaderos intereses, esperad con confianza el restablecimiento del orden y de la paz en todos los ángulos de la república.

También en abril, el gobierno salvadoreño de Gerardo Barrios, al notar que la rebelión en Honduras había tomado proporciones considerables, dio órdenes terminantes a los gobernadores de los departamentos limítrofes con Honduras para que no consientan que en la frontera de El Salvador se reúnan, armen, ni asilen personas sospechosas de querer atentar contra Honduras, desarmando a los que se presenten con tal intención y concentrándolos bajo la mayor vigilancia, con facultad de usar la fuerza para hacerse cumplir sus órdenes.
Posteriormente, la villa de Ocotepeque se pronunció contra el gobierno a instancia de algunos clérigos emigrados. El gobierno envió al general Toro con unos 40 o 50 hombres para dar contragolpe a los rebeldes; estos se fugaron de la villa para reforzarse en el pueblo de Citalá en El Salvador. El gobernador de Chalatenango hizo disolverse o concentrarse a los rebeldes para impedirles nuevas tentativas de agresión. Entre los que ingresaron procedentes de Ocotepeque resultaron dos individuos que habían servido en el ejército salvadoreño con el grado de tenientes coroneles, uno siendo nicaragüense y firmante del acta de pronunciamiento de Ocotepeque y el otro un guatemalteco que había participado en la asonada; estos fueron ordenados a evacuar el territorio salvadoreño y lo verificaron el 1 de mayo en que tomaron rumbo a Nicaragua. En el 9 de mayo, el gobierno salvadoreño oficialmente acordó que todo emigrado hondureño asilado en El Salvador que intente agredir al gobierno hondureño será obligado a evacuar el territorio salvadoreño y que cualquier individuo residente en El Salvador que acompañe o auxilie a los rebeldes será detenido y que toda persona que de El Salvador pasen a Honduras a acompañar a los rebeldes no podrán asilarse otra vez en el país.
En el occidente de Honduras, el Presbítero Nicolás Madrid al mando de otro grupo tomo la ciudad de Gracias. En el sur oeste, en la ciudad de La Paz, el Presbítero Néstor Grau falló en su intento por invadir las ciudades de Santa Ana y Opatoro. Por su parte, la ciudad de Choluteca cedió a las tropas organizadas al mando del Cura Ramón Villalobos y secundado por el Coronel Felipe Espinoza de nacionalidad salvadoreña. La Villa de Guarita fue atacada por una fuerza invasora al mando del cura Jerónimo Palma y el cura Lorenzo Hernández y veinticinco personas más. Las partidas rebeldes de los departamentos de Choluteca y Gracias (hoy Lempira), también huyeron al acercarse las fuerzas del gobierno. Se asilaron en El Salvador en las fronteras de los departamentos de San Vicente y San Miguel (que en ese entonces componía todo el oriente de El Salvador) pero los gobernadores de San Vicente y San Miguel procedieron de la misma forma que el gobernador de Chalatenango, acatando las órdenes del gobierno salvadoreño.
En la localidad de La Virtud sucedió el encontronazo entre las fuerzas del pueblo y seguidamente las gubernamentales al mando del Coronel Venancio Pineda contra de los invasores rebeldes al mando del cura Jerónimo Palma y el cura Lorenzo Hernández. En la villa de Goascorán las fuerzas pacifistas al mando del Coronel Samuel Cáceres derrotaron a los rebeldes, pero estos se reorganizaron y marcharon hasta El Salvador donde recibieron apoyo del General salvadoreño Francisco Lope.
Las tropas gubernamentales pusieron orden entre los rebeldes y el encarcelamiento de los cabecillas. El 22 de junio de 1861 fue designado como Obispo de Honduras Fray Juan Félix de Jesús Zepeda y Zepeda, quien logró acabar con las violentas revueltas y apaciguar a la población.

## Consecuencias
La Guerra de los Padres dejó dividida al pueblo hondureño entre la opinión popular y la política la cual repercutió en los planes administrativos del General Guardiola y de los gobiernos futuros. No se sabe con exactitud el número de personas que fueron víctimas de este suceso. Por decreto gubernamental las propiedades del vicario Miguel del Cid fueron confiscadas y rematadas, lo mismo se hizo con las propiedades del cura Néstor Graú.
El 9 de julio de 1861 se firmó una “Acto de Concordato” con la Santa Sede entre el enviado por el gobierno de Honduras, a su embajador Carlos Gutiérrez y el Cardenal Giacomo Antonelli, Secretario de Estado y representante del papa Pio IX sobre los hechos sucedidos, asimismo a Guardiola se levantaría su excomunión. Quizás, por este hecho y el descontento de la población fuere asesinado el 11 de enero de 1862, por su propia guardia presidencial al mando del Mayor de plaza Pablo Agurcia.
En el 11 de octubre de 1861, el gobierno salvadoreño de Gerardo Barrios emitió un decreto que obligó a todos los párrocos y eclesiásticos del país a prestar juramento ante el gobierno de someterse a las leyes del país; este decreto no fue acatado por el clero salvadoreño. De hecho, el ex-provisor José Miguel del Cid y el presbítero hondureño Juan Miguel Bustillos fueron expulsados del país para el 16 de noviembre por, según el periódico oficial la Gaceta del Salvador. "haberse manifestado tan recalcitrantes como los demás eclesiásticos...". Días más tarde en el 19 de noviembre, el obispo de San Salvador Tomás Miguel Pineda y Saldaña huye de la capital por la noche en camino a Guatemala, culminando una crisis clerigal en El Salvador.